# Muzeum Papieru i Druku w Łodzi
Muzeum Papieru i Druku w Łodzi – muzeum zlokalizowane na terenie Ogrodów Geyera, Piotrkowska 303.

## Historia muzeum
Muzeum powstało w 2000 roku. Zostało otwarte w 2004 i do 2007 roku działało w budynku na stacji kolejowej Łódź–Widzew.  W latach 2007–2012 mieściło się w Instytucie Papiernictwa i Poligrafii Politechniki Łódzkiej (ul. Wólczańska 223), gdzie działała Pracownia Papieru i Maszyn Drukarskich – Muzeum Papieru i Druku.  Od stycznia 2013 roku zbiory przeniesiono do Domu Papiernika w Skansenie Łódzkiej Architektury Drewnianej przy ul. Piotrkowskiej 282 w Łodzi. W 2005 roku powstała Fundacja Ocalić od Zapomnienia, która prowadziła muzeum. Muzeum gromadzi eksponaty z dziedziny historii papiernictwa, drukarstwa i introligatorstwa.
Wśród eksponatów Muzeum: gilotyny do papieru i urządzenia do wykrawania, wanna do produkcji papieru czerpanego, czcionki metalowe i drewniane z regałem zecerskim. Kolekcja opraw książkowych, ekslibrisów, drzeworytów Zygfryda Gardzielewskiego. Ukazano cykl produkcyjny książki. Kolekcja powstała na bazie zbiorów Ryszarda Uljańskiego.
Siedziba w „Domu Papiernika” (budynek nr 7) położonym na terenie Skansenu Łódzkiej Architektury Drewnianej uległa likwidacji w 2018 roku.
W 2018 roku Muzeum zostało uhonorowane Medalem Pro Publico Bono im. Sabiny Nowickiej.
Od lipca 2024 roku siedzibą muzeum jest pofabryczny budynek zlokalizowany w kompleksie Ogrody Geyera, zorganizowano tam pracownie: introligatorską, typograficzną, a także czerpalnię papieru, galerię i bibliotekę.